# Shimazu Tadahisa
Shimazu Tadahisa est un nom japonais traditionnel ; le nom de famille (ou le nom d'école) précède donc le prénom (ou le nom d'artiste).
Shimazu Tadahisa (島津忠久, né en 1179 et mort le 1er août 1227), est le fondateur du clan Shimazu.

## Biographie
Tadahisa Shimazu serait né au Sumiyoshi-taisha à Osaka. Il s'appelle à l'origine « Koremune no Tadahisa » (惟宗忠久), mais après que Minamoto no Yoritomo lui a donné le fief de Shimazu dans la province de Hyūga, il change de nom.
Tadahisa est le fils du shogun Minamoto no Yoritomo (1147-1199) par la sœur de Hiki Yoshikazu.
Il épouse une fille de Koremune Hironobu, descendant du clan Hata, qui prend d'abord le nom de Tadahisa.
Il reçoit le domaine de Shioda (province de Shinano) en 1186 puis est nommé shugo de la province de Satsuma. Il envoie Honda Sadachika prendre possession de la province en son nom et accompagne Yoritomo lors de son expédition à Mutsu en 1189. Il se rend à Satsuma en 1196, soumet les provinces de Hyūga et Ōsumi et construit un château dans le domaine de Shimazu (Hyūga) dont il adopte aussi le nom. Il est enterré à Kamakura, près de la tombe de son père.

## Source de la traduction
- (en) Cet article est partiellement ou en totalité issu de l’article de Wikipédia en anglais intitulé « Shimazu Tadahisa » (voir la liste des auteurs).